# ウィルデンシュタイン作品番号
ウィルデンシュタイン作品番号（ウィルデンシュタインさくひんばんごう、英語: Wildenstein Index Number）は、ダニエル・ウィルデンシュタインおよびその一族・会社が編纂したクロード・モネ、エドゥアール・マネ、ポール・ゴーギャンといった画家のカタログ・レゾネ（総作品目録）において付された作品番号。
特にこの3人の画家については、ウィルデンシュタインのカタログ・レゾネで付された作品番号で特定することが多い。

## モネ
ダニエル・ウィルデンシュタインは、1974年以降、次のようにモネの作品を年代順に整理した5巻から成るカタログ・レゾネをフランスで発刊した。油彩画2000点以上、デッサン500点以上、パステル画100点以上が収録されている。
- 第1巻 1840年-1881年、油彩画（1974年刊）
- 第2巻 1882年-1886年、油彩画（1979年刊）
- 第3巻 1887年-1898年、油彩画（1979年刊）
- 第4巻 1899年-1926年、油彩画（1985年刊）
- 第5巻 油彩画補遺、デッサン、パステル画、索引（1991年刊）

1996年に、タッシェンとウィルデンシュタイン社の協力により、4巻から成る改訂版（第1巻は伝記）が出された。
現在では、ウィルデンシュタインのカタログ・レゾネに掲載されているかどうかがモネの作品と認められるかどうかの基準と化している。有力な研究者がモネの真作と認めた作品でも、ウィルデンシュタイン社が掲載しなければ市場では認められない状況であり、そのことを疑問視する声もある。絵画の所有者が、ウィルデンシュタイン社に対し、モネの真作であると主張してカタログ・レゾネへの掲載を求めた件が、2011年のBBCのドキュメンタリー番組で取り上げられ、裁判にもなった。フランスの裁判所は、作品の真贋を判定することはできないとした上で、掲載する作品の採否はカタログ・レゾネ編纂者の権限であるとして、請求を棄却した。

## マネ
マネのカタログ・レゾネは、ポール・ジャモ、ジョルジュ・ウィルデンシュタインが、1932年に2巻本として刊行した。1975年、2巻から成る改訂版が出版され、第1巻には油彩画、第2巻にはパステル画、水彩画、デッサンが掲載されている。

## ゴーギャン
ゴーギャンのカタログ・レゾネは、ジョルジュ・ウィルデンシュタインが、1964年に初めて刊行した。その息子ダニエル・ウィルデンシュタインが2001年に改訂版の第1巻を刊行した。改訂版は全3巻となる予定である。